# Laagdiktemeter

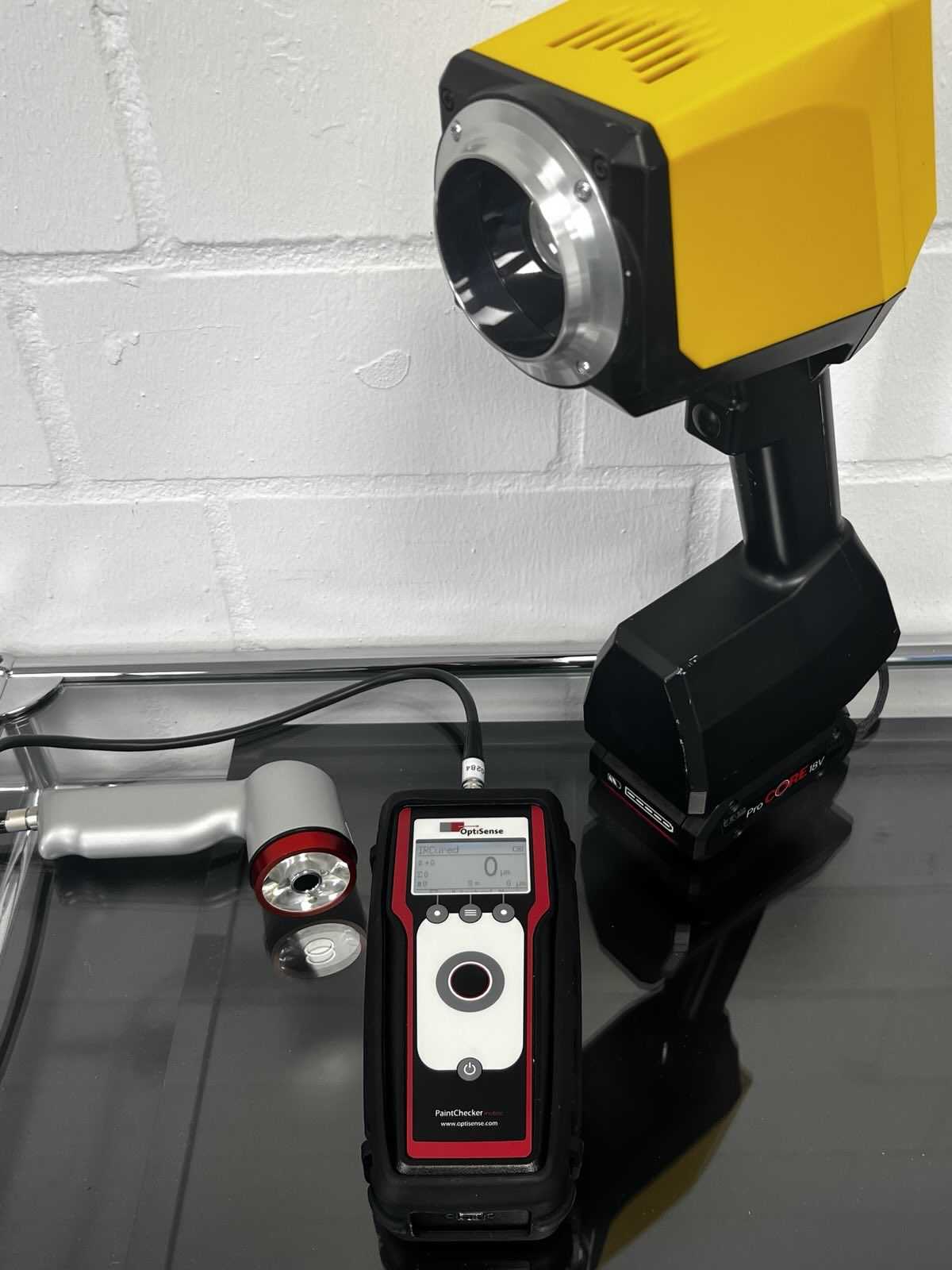
Fotothermische laagdiktemeters zijn contactloos en niet-destructief.

Een laagdiktemeter is een instrument dat in de coatingindustrie wordt gebruikt.
Fouten in laagdikten resulteren in een nodeloos verbruik van tijd, materiaal en geld. Bij een te dunne coating zijn de dekking en beschermende mogelijkheden niet voldoende en gaat er tijd verloren in het hercoaten van het betreffende voorwerp. Is de aangebrachte coating buitensporig hoog, dan zal dit leiden tot scheurtjes, bladderen, rimpelingen of een langdurige droogtijd waarbij de kostenfactor van de applicatie te hoog is. Methoden voor het meten de verfdikte zijn vastgelegd in diverse normen zoals ISO 2808 en ISO 2360.
Laagdikte van een coating wordt in natte of in droge toestand gemeten. Hierbij is de algemeen geaccepteerde verhouding tussen droge dikte en natte dikte: 
{\displaystyle drogelaagdikte={\frac {nattelaagdikte\times \%\ vol\ vaste\ stof}{100}}}

## Nattelaagdikte
Om de procesvariabelen tijdens het aanbrengen van de verf te weten is het verstandig de laagdikte te controleren terwijl deze nog nat is. Hiermee wordt een indicatie verkregen van de te verwachten laagdikte. Daarnaast zijn de natte metingen goed bruikbaar op coatingsystemen waar de drogelaagdikte uitsluitend destructief gemeten kunnen worden.

## Drogelaagdikte
Nauwkeurig meten van de coatingdikte maximaliseert de kwaliteit en minimaliseert de materiaalkosten. Drogelaagdiktemeting kan uitgevoerd worden als niet-destructief of als destructief, bijvoorbeeld voor coatingsystemen met meerdere lagen.
Het onderscheiden van meerdere droge coatinglagen over elkaar kan destructief gecontroleerd worden (hierbij wordt een snede in de coating of verf aangebracht).

### Niet-destructieve tests
Tegenwoordig worden elektronische laagdiktemeters met een digitale display gebruikt. Deze meters meten de dikte van een niet-magnetische coating op ijzer (Fe) en staal en isolerende coatings op een niet-magnetisch metalen oppervlak (NFe). 
Er worden verschillende methoden gebruikt:
1. Mechanisch magnetisme op een Fe ondergrond
2. Magnetisch inductieve meting op een Fe ondergrond
3. Wervelstroom (Eddy current) meting op een NFe ondergrond
4. Ultrasoon meting op niet metalen ondergrond

- Voorbeelden van Fe oppervlakken: staal, (giet)ijzer
- Voorbeelden van NFe oppervlakken: aluminium, koper, brons, niet-magnetisch staal, messing, magnesium en zink.
- Voorbeelden van isolerende en/of niet-magnetische coatings zijn: verf, plastic, vernis, chroom, koper, zink, poedercoating, elektroplating, galvanisch, rubber, hard chroom, verspoten metaal en keramiek.

### Destructieve tests
Destructieve laagdiktemeters worden gebruikt om alle coatingsystemen te meten op een ondergrond die anders niet, of moeilijk te meten is.
- Voorbeelden van ondergronden zijn: hout, plastic, beton.

## Meettechnieken

### Magnetische meetstift
Bij deze systemen gaat het om het hechtkrachtprincipe. Deze laagdiktemeters, onder meer bekend als 'de banaan' of 'pen', zijn uitgerust met een permanente magneet en functioneren zuiver mechanisch. De hecht- of kleefkracht van de magneet wordt middels een oplopende tegenkracht zodanig belast dat de permanente magneet loskomt van het oppervlak. De indicatie hierbij is de maat voor de laagdikte. 

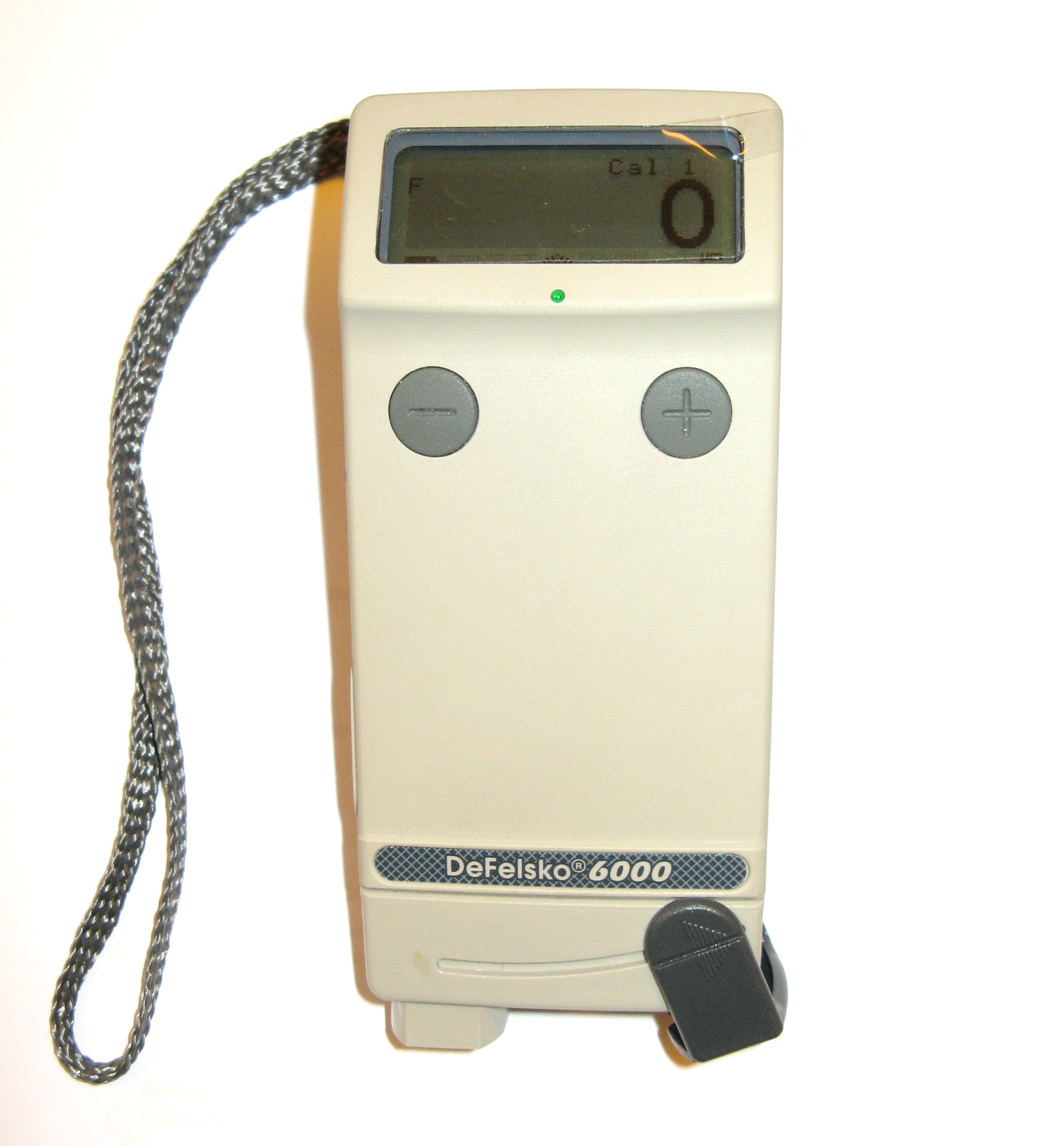
Laagdiktemeter

### Magnetische inductie (Fe)
Deze methode gebruikt twee magneetspoelen waarbij het magneetveld verandert bij het benaderen van het ferromagnetische oppervlak. De verandering van het magnetische veld wordt gerelateerd aan de afstand tussen de taster en het oppervlak - dus de laagdikte. De tweede spoel neemt de magnetische stroom op. Deze magnetische koppeling tussen beide magnetische polen is de maat voor de laagdikte.

### Wervelstroom- of Eddy current-techniek (NFe)
Deze methode is nodig om niet geleidende coatings op niet ferromagnetische ondergronden te meten zoals aluminium.
Wervelstroom-technieken zijn gebaseerd op het principe van elektromagnetische inductie. Een fijn gewonden spoel genereert een hoogfrequente wisselende spanning die een magnetisch veld creëert waarbij de richting verandert op de wisselend aangeboden spanning. Als de NFe-taster bij het oppervlak gebracht wordt, zal er een Eddy current gegenereerd worden die het magneetveld van de spoel beïnvloedt. Het effect hangt af van de karakteristiek van het oppervlak en de afstand tussen de taster en het oppervlak, bijvoorbeeld laagdikte.

### Combinatiesensoren (Fe en NFe)
Bij deze sensoren worden voorgaande systemen gecombineerd in één sensor. Hierbij wordt het gebruikersgemak gediend maar kunnen de resultaten een kleine afwijking tonen t.o.v. de specifieke sensoren voor Fe en NFe. 
Een ander type sensor welke heden ten dage ook wordt gebruikt zijn de hoogst nauwkeurige halfgeleiders z.g. hallsensoren. Deze bestaat uit een elektronisch element en is geïntegreerd in modernere tasters en combineert de magneet-inductieve en de wervelstroom-techniek. Het principe werkt als bij een elektronische balans, tarreren is nul, kalibreren is nul. Daarom volstaat bij deze instrumenten de kalibratie als nulstelling. Ook een puntkalibratie genoemd. 

### Compensatietechniek (Fe en NFe)
Deze oude technische compensatiesensor bestond uit twee sensoren die tegengesteld aan elkaar geschakeld waren. De sensor aan de meetkant wordt op het oppervlak geplaatst terwijl de tweede sensor, compensatiezijde, zich in de meter bevindt. Tijdens het kalibreren zorgde een kleine micromotor voor het verplaatsen van een Fe of NFe plaatje aan de compensatiezijde zodat de nulstelling gevonden werd. Deze meters zijn ook bekend als 'de benzinepomp'. 

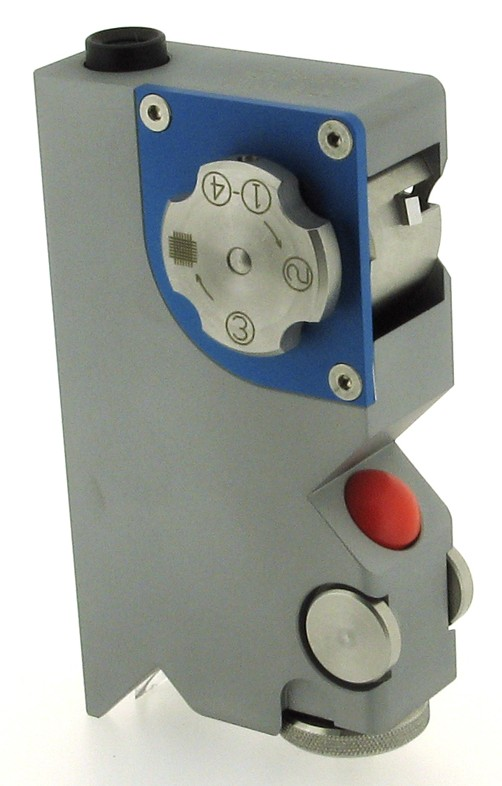
Super PIG

### Destructieve techniek (PIG)
Destructieve laagdiktemeters, Super PIG, worden liefst uitsluitend gebruikt bij metingen op niet metalen ondergronden. Met behulp van één of meerdere beitels, welke onder een bepaalde hoek geslepen zijn, wordt een snede in de coating aangebracht. Met een microscoop, met meetnonius, kan vervolgens het snijvlak gemeten worden. De calculatie van de gemeten breedte maal de factor die, bij een beitel afhankelijk van de snijhoek gegeven is, is een waarde van de coatingdikte.

### Niet-destructieve techniek (ultrasoon)
Niet destructieve meettechniek voor een brede toepassingsgebied door middel van beproefde ultrasone technologie. Meten van coating en verfdikten op hout, plastic, beton en composiet materialen. Geavanceerde modellen kunnen tot 5 laagdikten onderscheiden in een multilaagsysteem met grafische weergave voor een gedetailleerde analyse van het coatingsysteem. 
Deze niet-destructieve ultrasoontechnieken conformeren aan de normen ASTM D6132, ISO 2808 en SSPC PA9.

### Meetkammen en meetwielen
Bepaling van een indicatie van de nattelaagdikte vindt plaats door een zogeheten kam, met tanden van verschillende lengte, in de verf te zetten. De buitenste tanden zijn de standvoeten waarbinnen zich de meettanden bevinden. Bepaling van de nattelaagdikte geschiedt door de laatst natte en eerst droge tand af te lezen. Meetwielen zijn ronde schijven waar in het midden een excentrische ronding geslepen is. Door het wiel door de natte verf te rollen wordt een deel nat. Aflezen vindt plaats door de nat-droogpositie op de ingegraveerde schaal op te nemen.